# Attaque de Kaboul du 18 janvier 2010
La bataille de Kaboul est un affrontement qui s'est déroulé le 18 janvier 2010 dans la ville de Kaboul en Afghanistan entre les talibans et les forces dirigées par l'OTAN et le gouvernement central afghan. Une série d'attaques talibanes, visant les lieux symboliques du pouvoir à Kaboul (palais présidentiel, Ministère de la Justice, des Finances et des Mines, Banque Centrale), est repoussée après plusieurs heures de combats. Cependant, ce succès de la coalition ne peut occulter le fait que la guérilla a de nouveau accès à la capitale.
La bataille débute vers 10 heures quand un groupe d'une vingtaine de combattants talibans infiltrés dans la ville lance une attaque visant le palais présidentiel et les hôtels fréquentés par des occidentaux. Appuyés par plusieurs kamikazes, ils s'emparent rapidement d'un centre commercial Faroshga surplombant le palais d'Hamid Karzaï, où le feu prendra aux deuxième et troisième étages, et l'hôtel Serena. Plusieurs centaines d'hommes des forces du gouvernement central sont alors appelées en renfort autour du centre commercial où les assaillants sont bloqués. Ces renforts comptent essentiellement des soldats afghans et une unité néo-zélandaise. Leur contre-attaque finit par déloger les talibans du centre commercial et les contraint à se disperser dans la ville. Les combats ne s'achèvent que vers 15 heures et l'essentiel du groupe de talibans parvient à s'échapper.
Le bilan de la bataille donné par l'OTAN fait état de 12 à 15 tués, (7 à 10 Taliban dont 4 ou 5 kamikazes, 3 à 4 membres des forces de sécurité et 1 à 2 civils) et de 60 à 71 blessés. Cependant, la population a été favorablement impressionnée par le fait que les talibans aient tué relativement peu de monde et est de plus en plus convaincue de l'incapacité du gouvernement central.

## Conséquences
La capitale afghane n'était déjà plus à l'abri des attaques de la guérilla comme l'avaient démontré les attaques de l'année 2009 (11 février 2009…). Néanmoins, l'attaque du 18 janvier 2010 a montré que les talibans étaient en mesure d'infiltrer des unités près des centres du pouvoir de la capitale et de s'échapper. D'autres attaques suivront ainsi au cours de l'année comme le 25 février 2010.